# BRAVO!
『BRAVO!』（ブラボー!）とは、読売テレビ（ytv）で2006年4月4日から2009年3月20日まで放送されたスポーツエンターテインメント番組。

## 概要
番組は、阪神タイガースを特集したミニ企画コーナー（TRAVO!）と、ナビゲーターの遠藤章造（ココリコ）とゲストアスリートとのトークコーナーの2部構成で、タイガースネタは『宮根誠司の情報ライブ ミヤネ屋』の金曜日のコーナー・「トラトラR」→「スポーツFRIDAY」と共に、過去に放送された『週刊トラトラタイガース』の系譜の一つでもあった。

## 放送時間
2008年3月26日までは木曜日（水曜深夜）の24:29 - 24:59だったが、2008年4月4日からは土曜（金曜深夜）24:25 - 24:55に移動。ただし毎月最終週は『月刊サッカーアース』放送のため、放送時間が1時間繰り下がった（特別番組の編成や『金曜ロードショー』の放送時間拡大等で、遅延される場合もあった）。

## 出演者
- 遠藤章造（ココリコ）

## スタッフ
- 構成：八木晴彦
- ENG：山口善弘
- 編集：中尾悟
- AP：宇野佳永子
- ディレクター：藤田英一
- プロデューサー：田中雅博 → 安藤充
- チーフプロデューサー：吉田満、福田尚志 → 村山真司
- 技術協力：ブロードマックス、映像企画、テレコープ
- 制作著作：読売テレビ